# 2432 Сумана
2432 Сумана (2432 Soomana) — астероїд головного поясу, відкритий 30 березня 1981 року.
Тіссеранів параметр щодо Юпітера — 3,539.